# Possession (film, 1981)
Pour les articles homonymes, voir Possession.
Pour plus de détails, voir Fiche technique et Distribution.
Possession est un film franco-ouest-allemand écrit et réalisé par Andrzej Żuławski, sorti en 1981.
Considéré comme un film culte, Possession est inclus dans la liste des meilleurs films de tous les temps de la revue britannique Sight and Sound, revue éditée par le British Film Institute.
La prestation d'Isabelle Adjani dans Possession est aujourd'hui retenue comme l'une des meilleures prestations d'acteur de l'histoire du cinéma.

## Synopsis
Mark retourne chez lui à Berlin alors que sa femme, Anna, décide de le quitter. Il la soupçonne d'avoir un amant en la personne d'Heinrich, un illuminé adepte du New Age. Mais celui-ci lui affirme qu'elle l'a aussi quitté pour un autre. Alors que les rapports de Mark avec sa femme deviennent de plus en plus tendus, il se rend compte que le nouvel amant de cette dernière n'est pas humain.

## Fiche technique
Sauf indication contraire, les informations mentionnées dans cette section peuvent être confirmées par la base de données cinématographiques Unifrance,  présente dans la section « Liens externes ».
- Titre : Possession
- Titre original : Possession
- Réalisation : Andrzej Żuławski
- Scénario : Andrzej Żuławski et Frederic Tuten
- Production : Marie-Laure Reyre
- Musique : Andrzej Korzynski
- Photographie : Bruno Nuytten
- Montage : Marie-Sophie Dubus et Suzanne Lang-Willar
- Costumes : Ingrid Zoré
- Effets spéciaux : Charles-Henri Assola, Daniel Braunschweig et Carlo Rambaldi
- Pays de production :  France,  Allemagne de l'Ouest
- Genre : horreur, fantastique, drame
- Langue : anglais
- Tournage : du 7 juillet 1980 au 31 août 1980 à Berlin
- Durée : 124 minutes
- Dates de sortie : 
  - France : 27 mai 1981 (Festival de Cannes)
  - Allemagne : 2009
- Classification :
  - France : interdit aux moins de 18 ans à sa sortie

## Distribution
- Isabelle Adjani (VF : elle-même)  : Anna/Helen
- Sam Neill (VF : Jacques Frantz)  : Mark
- Margit Carstensen : Margit Gluckmeister
- Heinz Bennent : Heinrich
- Johanna Hofer : la mère d'Heinrich
- Carl Duering (VF : Philippe Dumat) : le détective
- Shaun Lawton : Zimmermann
- Michael Hogben : Bob
- Ilse Trautschold

## Distinctions
- Festival de Cannes 1981 : prix d'interprétation féminine pour Isabelle Adjani (également récompensée pour Quartet).
- Césars 1982 : César de la meilleure actrice pour Isabelle Adjani.
- Mostra de cinéma de São Paulo : prix de la critique pour Andrzej Żuławski.
- Fantasporto :
  - mention spéciale du public pour Andrzej Żuławski ;
  - prix de la meilleure actrice pour Isabelle Adjani.

## Autour du film
- Ce film a été tourné à Berlin. Le réalisateur l'a écrit au cours d'un divorce douloureux. Cette œuvre est charnière dans la carrière du cinéaste, après la décision du gouvernement polonais d'arrêter le tournage de son film d'anticipation Sur le globe d'argent neuf jours avant la fin[4]. Ennuyé par les autorités et passé in extremis à l'Ouest grâce à un ami français travaillant à la Paramount, Żuławski finalise le scénario de Possession dans un hôtel de New York sous l'effet de l'alcool[4]. Il refuse de situer le cadre de sa fiction aux États-Unis et exprime le souhait de tourner le film au plus près de son pays d'origine : là où la frontière entre le monde capitaliste et communiste est la plus visible[4]. Le choix de Berlin, au pied du Mur, s'impose[4].
- Żuławski ne voit, dès le départ, qu'Isabelle Adjani pour interpréter le rôle principal mais elle le refuse dans un premier temps[4]. Son compagnon d'alors Bruno Nuytten, engagé comme directeur de la photographie sur le film, réussit toutefois à la convaincre[4].
- La « créature » tentaculaire dont il est question dans le film a été créée par Carlo Rambaldi, sculpteur italien, également père de King Kong (1976), des extra-terrestres de Rencontres du troisième type (1977) et d'E.T. (1982). Żuławski n'était pas d'accord avec Rambaldi quant à son aspect, aussi a-t-elle été partiellement modifiée à la dernière minute, quelques heures avant le début du tournage des scènes correspondantes[4].
- Ce film a été remonté pour la sortie en salles aux États-Unis et interdit de diffusion au Royaume-Uni. Il n'a été distribué en Allemagne, son pays de tournage, qu'en 2009.
- Plus de 20 ans après la sortie de Possession, Isabelle Adjani dit regretter ce film lors d'un entretien pour Studio Magazine en 2002 : « Je dois à la mystique d'Andrzej Żuławski de m'avoir révélé des choses que je ne voudrais jamais avoir découvertes... Possession, c'était un film infaisable, et ce que j'ai fait dans ce film était tout aussi infaisable. Pourtant, je l'ai fait et ce qui s'est passé sur ce film m'a coûté tellement cher... Malgré tous les prix, tous les honneurs qui me sont revenus, jamais plus un traumatisme comme celui-là, même pas... en cauchemar ! ».
- Véritable tour de force pour les acteurs, tant ils donnent une prestation physique, hallucinée, hystérique et violente, Possession est considéré comme une allégorie sur le double : intime, amoureux, sexuel, spirituel et politique (les travellings répétés sur le Mur de Berlin en sont un exemple). On peut y voir une critique virulente du communisme et du totalitarisme qui installent un climat de paranoïa, poussent à l'action irraisonnée ou irrationnelle, contrôlent la vie privée et détruisent les individus dans lesquels ils s'immiscent de manière démoniaque[5]. Au début, Marc, le protagoniste, rentre d'un long voyage et retrouve sa femme transformée. Il demande à sa direction un congé spécial pour s'occuper de sa famille et tout laisse à penser qu'il travaille pour une police secrète. Marc et Anna, son épouse, voient ensuite émerger au fil du récit leurs doubles dociles et effrayants, Marc 2 et Anna 2, incarnations tétanisantes d’un idéal totalitaire[5].
- Ce film a été comparé à Chromosome 3 (The Brood) de David Cronenberg, Répulsion, Rosemary's Baby et Le Locataire de Roman Polanski, L'Ange exterminateur de Luis Buñuel ou encore Les Diables de Ken Russell.
- Michael Brooke de Sight & Sound explique que ce film a été, selon lui, catalogué à tort comme film d'horreur alors que le fantastique et l'épouvante servent de prétexte pour brosser un portrait viscéral et frappant de la désintégration du couple en particulier et des relations entre les individus en général[6]. Brooke inscrit ce film dans la lignée de The Brood de Cronenberg, Tourments de Buñuel, Scènes de la vie conjugale d'Ingmar Bergman, Malina de Werner Schroeter et Antichrist de Lars von Trier qui en dénote l'influence[6].
- Sur le site du Nouvel Observateur, Jean-Baptiste Thoret affirme que Possession est sûrement le chef-d'œuvre de son auteur et y voit une fable à plusieurs niveaux de lecture dont une critique déguisée et violente des États de l'ex bloc de l'Est dans leur capacité à engendrer des monstres[7].

## Critique
Considéré comme un film culte, Possession est inclus dans la liste des meilleurs films de tous les temps de la revue britannique Sight and Sound, revue éditée par le British Film Institute.
Roger Ebert attribue au film la note de 4/4.
Le journal Libération publie en 2001 une critique négative du film : « Les dialogues, sorte de copié-collé de monologues, laissent perplexe. [...]  Les réflexions sur le mysticisme, l'amour, la vie, la mort, la possession (par les forces du mal ou par l'autre, une trouvaille) sont vaines. Voire franchement hilarantes. [...] On sait tout ça, mais on étouffe quand même dans son fantastique avec hémoglobine en veux-tu en voilà, dans son univers concentrationnaire, au bord du chaos (Berlin, ses militaires et ses miradors). Parmi ses personnages insectes, ses femmes vampires, ses sangsues qui gigotent, rampent, se cognent dans leur boîte. La cure est épuisante. Rien ne restera de ces paroles soufflées, vomies ou hurlées. »